# Petrovka (Omsk)
Petrovka (en rus: Петровка) és un poble de l'óblast d'Omsk, a Rússia, que en el cens del 2010 tenia 312 habitants. Pertany al districte rural de Mariànovka.